# Casa Sagerska
A Casa Sagerska – em sueco Sagerska huset ou Sagerska palatset - é desde 1995 a residência oficial do Primeiro-Ministro da Suécia.
Este edifício está localizado em Strömgatan 18, na cidade de Estocolmo.